# Vermilion (Alberta)
Vermilion es un pueblo canadiense situado en la provincia de Alberta.

## Superficie
Vermilion tiene una superficie de 12,72 km².

## Demografía
En 2021, tenía 3948 habitantes, una densidad poblacional de 310,4 hab./km², y 1976 viviendas.